# Хоэнцоллернплац (станция метро, Мюнхен)
«Хоэнцоллернплац» (нем. Hohenzollernplatz) — станция Мюнхенского метрополитена, расположенная на линии  между станциями «Шайдплац» и «Йозефсплац». Станция находится в районе Швабинг-Вест (нем. Schwabing-West).

## История
Открыта 18 октября 1980 года в составе участка «Шайдплац» — «Нойперлах Зюд». Станция названа, как и площадь рядом с ней, в честь династии Хоэнцоллернов (нем. Hohenzollern).

## Архитектура и оформление
Двухпролётная колонная станция мелкого заложения. Стены станции облицованы округленными серо-бежевыми цементо-волокнистыми плитами. Пол выложен бетонными блоками в мотиве гальки Изара, потолки облицованы алюминиевыми панелями с двумя рядами ламп. Колонны были отделаны зелёным кафелем, который в 2011 году заменили на красные панели. Имеет два выхода по обоим концам платформы. В центре платформы расположен лифт, который ведёт на поверхность. Примерно на высоте человеческого роста по всей путевой стене проходит красная полоса.

## Таблица времени прохождения первого и последнего поезда через станцию
|                                | Воскресенье — Четверг (ч:мм) | Пятница — Суббота (ч:мм) |
|                                | первый                       |                          |
| последний                      |                              |                          |
| В сторону станции «Шайдплац»   | 4:40                         | 4:40                     |
| В сторону станции «Шайдплац»   | 1:25                         | 2:25                     |
| В сторону станции «Йозефсплац» | 4:21                         | 4:21                     |
| В сторону станции «Йозефсплац» | 1:06                         | 2:06                     |

## Пересадки
Проходят трамваи линий 12, 27 и ночной N27, а также автобусы линий 53, 144 и ночные N43, N44.
| Предыдущая станция | Расстояние | Линия | Расстояние | Следующая станция |
| ------------------ | ---------- | ----- | ---------- | ----------------- |
| Шайдплац           | 1103 м     |       | 756 м      | Йозефсплац        |